# Diego Pérez de Valdivia
Diego Pérez de Valdivia (Baeza, 1510 - Barcelona, 28 de febrer de 1589) fou un sacerdot andalús, humanista i teòleg, professor a les universitats de Baeza i Barcelona.
Nasqué a Baeza, fill de Juan Pérez i Catalina de Valdivia. De petit ja apuntà una gran devoció i voluntat de seguir vida religiosa. Va voler ser caputxí, però no pogué ingressar a l'orde. Va seguir, però, vida religiosa sota la direcció espiritual de Joan d'Àvila, i s'ordenà sacerdot, dedicant-se a la predicació popular. Joan d'Àvila l'envià en 1548 a estudiar a la Universitat de Salamanca, on es doctorà en Arts i Teologia. Fou professor a les universitats de Granada durant tres anys i a la de Baeza entre 1549 i 1577, on obtingué càtedra de Sagrades Escriptures. Fou ardiaca a Jaén entre 1569 i 1574. A Jaén, el rigor de la seva vida i l'èxit de la predicació van despertar enveges i, com el mateix Joan d'Àvila, fou calumniat i acusat de difondre doctrines sospitoses d'heretgia davant el Sant Ofici. Se li prohibí predicar i fou empresonat a Còrdova, fins que se'n demostrà la innocència.
Tornà a Baeza, on declinà l'oferiment de nomenar-lo ardiaca, com també refusà el nomenament de bisbe que volia imposar-li Felip II d'Espanya. Volia anar a Roma per rebre la benedicció del papa i marxar a predicar a terres d'infidels; en arribar a València, una llarga tempesta l'impedí d'embarcar rumb a Itàlia, per la qual cosa seguí camí fins a Barcelona. No obstant això, noves tempestes, en tres dies diferents, no deixà que embarqués tampoc aquí, i interpretà el fet com un senyal diví perquè restés a Espanya. Predicà a València, on conegué Joan de Ribera, Lluís Bertran i Nicolau Factor. Després en 1578, fixà la seva residència a Barcelona, on restà fins a la mort.
A instància del canonge Joan Vila, després bisbe de Vic, el Consell de Cent nomenà Pérez professor de Sagrada Escriptura a la Universitat de Barcelona, càrrec que ocupà fins a la seva mort. Vivia, amb dotze companys, retirat a la Torre Pallaresa (Santa Coloma de Gramenet); ell mantenia la petita comunitat amb el sou de la càtedra i els diners obtinguts de la venda dels seus llibres i opuscles i les almoïnes que rebia, sobretot arran dels seus sermons, molt populars. Es va fer famós pels seus sermons, especialment els de Quaresma, destacables tant pel seu contingut teològic com per la forma literària i l'oratòria que feia servir: fou anomenat Apòstol de Catalunya. Especialment, predicà per eliminar, sense èxit, els balls, les comèdies i el Carnestoltes i les seves màscares, que considerava immorals i molt perjudicials.
Va reformar la comunitat que servia a l'Hospital de la Santa Creu, substituint els hospitalers laic i francesos per catalans que formaren una comunitat religiosa. Va fundar en 1581 un asil de pobres, que esdevindrà poc després la Casa de Misericòrdia de Barcelona, posant-la sota la protecció del municipi, per assistir els necessitats i educar-los, i que començà a funcionar en 1584. En la mateixa línia d'assistència social, va reconstruir la capella de la presó barcelonina i va crear una Pia Congregació de Cavallers que proveïa als presos de sosteniment.
Entre les persones que el triaren com a guia espiritual, hi hagué la venerable Àngela Serafina Prat, a qui aconsellà per a la fundació de les clarisses caputxines. Va morir amb fama de santedat el 28 de febrer de 1589. El seu funeral fou una manifestació popular, on assistiren el bisbe, el virrei i les personalitats de la ciutat; fou sebollit al convent dels caputxins de Montcalvari.

## Obres
Entre les seves obres hi ha:
- Camino y puerta para la oracion: en el qual se declara y facilita la oracion mental (Barcelona: Jeroni Genovès, 1584) (digitalizació)
- Aviso de gente recogida y especialmente dedicada al servicio de Dios: en el qual se dan consejos y remedios contra los peligros y tentaciones que en el camino del cielo se suelen offrescer y se da orden de vida para qualquier estado de persona en todos los tiempos del año (Barcelona: Jeroni Genovès, 1585) (digitalització de la primera edició).
- Libro de la breue relacion de la vida y muerte exemplarissima de la princesa de Parma de felice memoria (Barcelona: Hieronymo Genoues, 1587) (digitalització)
- Documentos saludables para las almas piadosas que con espiritu, y sentimiento quieren exercitar las obras, y exercicios que Iesu Christo ... y la Santa Iglesia ... enseña (Barcelona: Pere Malo, 1588) (digitalització)
- Tratado de la alabança de la castidad (Baeza: Juan Baptista de Montoya, 1597) (digitalització)